# Autophila chamaephanes
Autophila chamaephanes är en fjärilsart som beskrevs av Charles Boursin 1940. Autophila chamaephanes ingår i släktet Autophila och familjen nattflyn. Inga underarter finns listade i Catalogue of Life.